# 38 Волос Вероники
38 Волос Вероники (лат. 38 Comae Berenices), HD 113095 — одиночная звезда в созвездии Волос Вероники на расстоянии приблизительно 426 световых лет (около 131 парсек) от Солнца. Видимая звёздная величина звезды — +5,93m. Возраст звезды определён как около 1,072 млрд лет.

## Характеристики
38 Волос Вероники — жёлто-оранжевый гигант спектрального класса K0III, или G5, или G8III, или G9III. Масса — около 2,916 солнечной, радиус — около 10,86 солнечного, светимость — около 73,84 солнечной. Эффективная температура — около 5009 K.

## Планетная система
В 2019 году учёными, анализирующими данные проектов HIPPARCOS и Gaia, у звезды обнаружена планета HIP 63533 b.